# Betta chini
Betta chini és una espècie de peix de la família dels Osfronèmids que habita a Malàisia. El nom específic d'aquest peix honora l'Ictiòleg malaià Chin Phui-Kong (1923-ca. 2016).